# Валдайка
Валда́йка — река в Новгородской и Тверской областях, приток Березайки. Длина — 50 км, площадь бассейна — 783 км². Принадлежит к бассейну Балтийского моря.

## Гидрография
Вытекает из озера Ужин, расположенного в Новгородской области на Валдайской возвышенности на территории Валдайского национального парка. Озеро Ужин соединено каналом «Копкой», построенного на средства Иверского монастыря в 1862 году на месте речки Федосеевки, с большим Валдайским озером, на берегах которого расположен город Валдай. Впадает Валдайка в озеро Пирос. Поскольку через это озеро протекает река Березайка, Валдайка считается её притоком.
В верховьях Валдайка — узкая, извилистая и мелководная речка. Дно каменистое, много перекатов. Уровень воды в реке регулируется плотиной возле истока. Берега реки одеты живописным хвойным лесом.
В среднем течении Валдайка протекает ряд озёр длиной 3 — 4 километра и шириной 300—400 метров — Закидовское, Плотично, Мишневское. Озёра носят отчасти искусственный характер, реку перегораживают плотины.
Между озёрами и деревней Лыкошино, расположенной на железной дороге Москва — Санкт-Петербург, ширина реки составляет около 20 метров, течение — быстрое, по-прежнему много каменистых перекатов и небольших порожков. Под насыпью железной дороги река проходит через 2 кессона. На участке реки Лыкошино — озеро Пирос течение реки замедляется, ширина увеличивается до 30 — 40 метров, река становится глубже.
На реке расположена заброшенная малая Валдайская ГЭС.

## Экология
В верховьях реки обитают различные представители фауны. В частности, цапли, чомга, бобры, пресноводные двустворчатые и брюхоногие моллюски, плотва.
В реку сбрасывает сточные воды Федеральное государственное учреждение «Дом отдыха „Валдай“» Управления делами Президента Российской Федерации. Сброс осуществляется через подземную канализацию, имеющую протяжённость несколько километров.

## Туризм
Река пользуется популярностью у туристов-водников, в том числе и как начало похода по Березайке и Мсте.

## Галерея

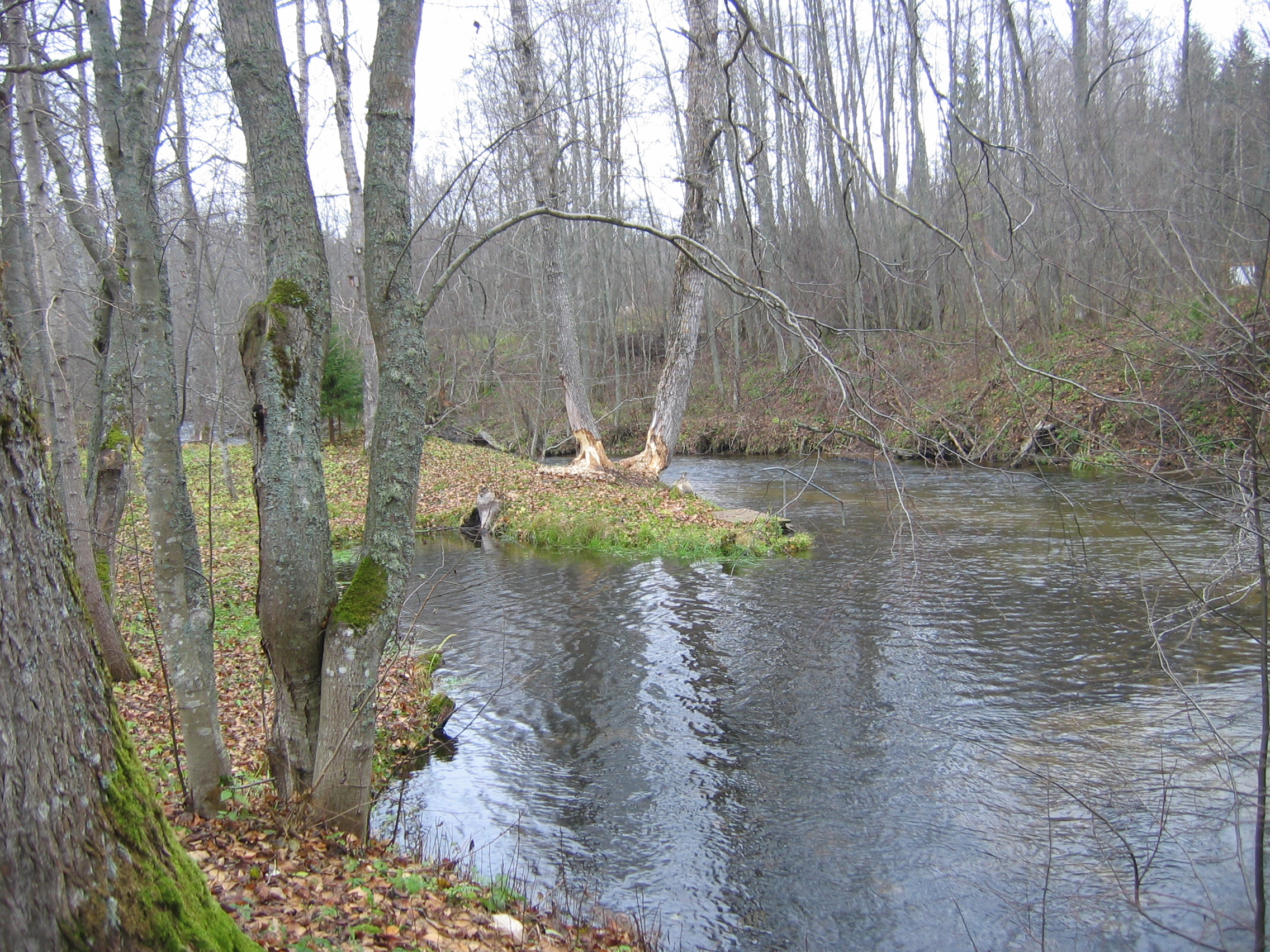
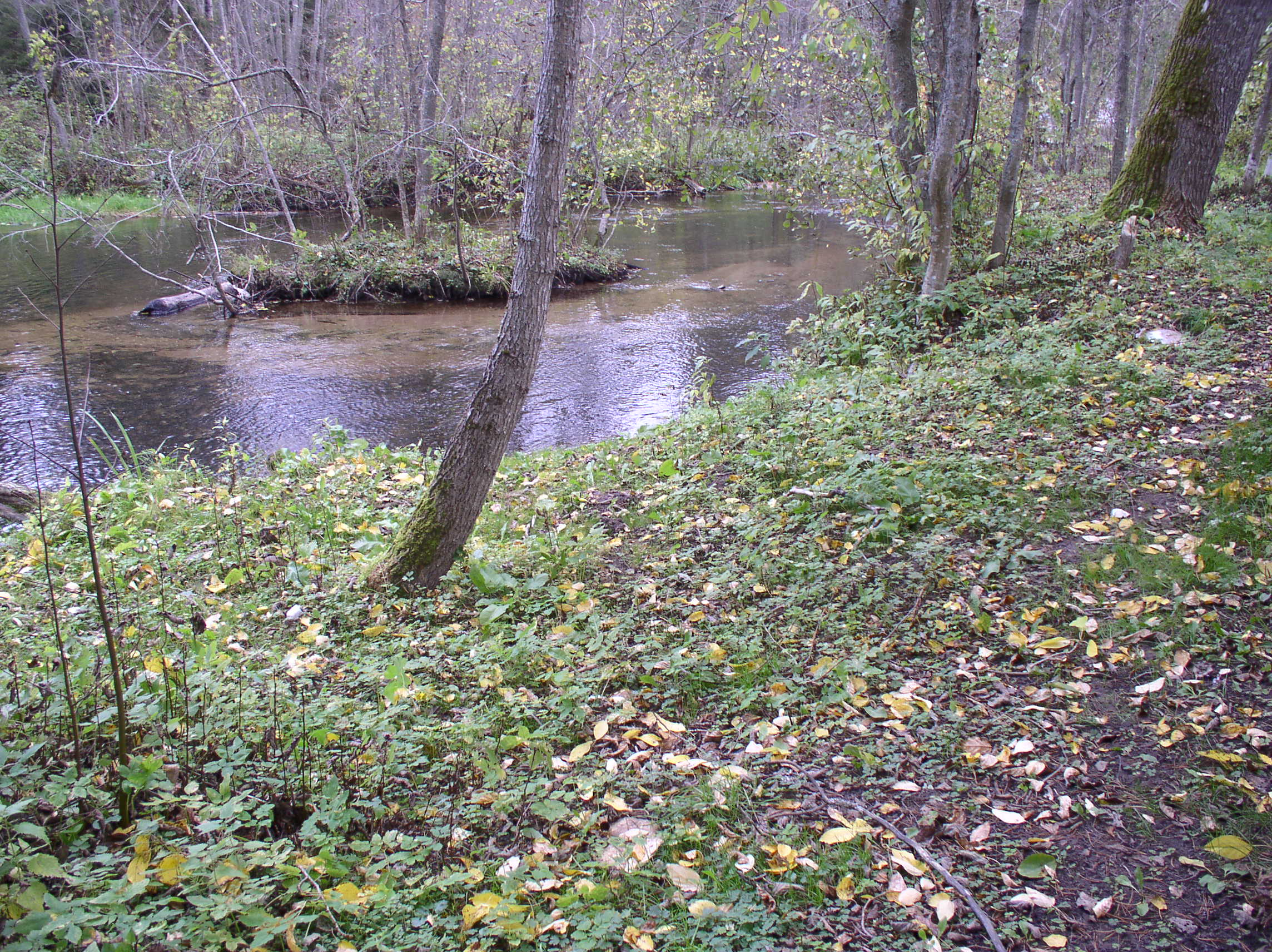
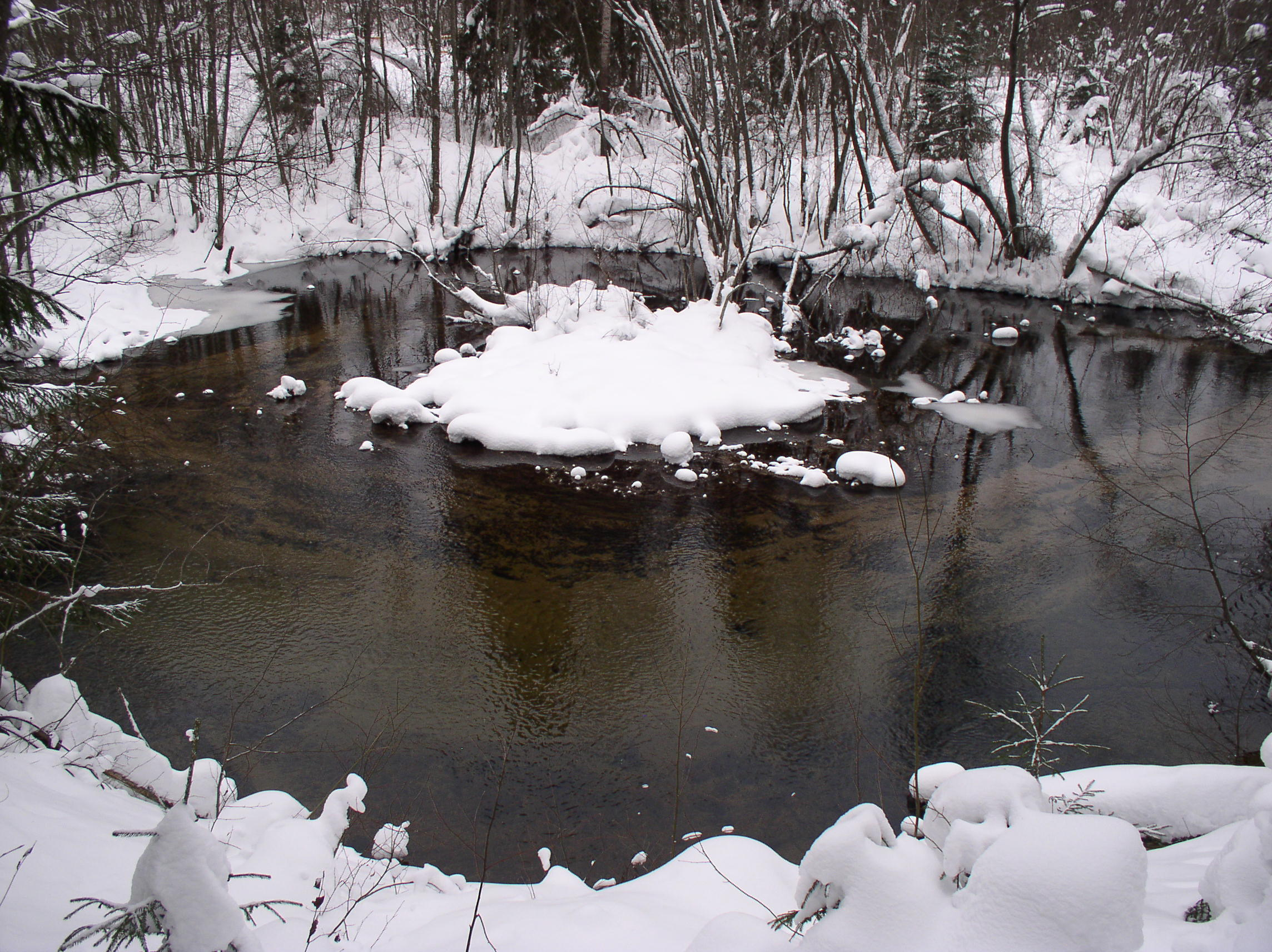
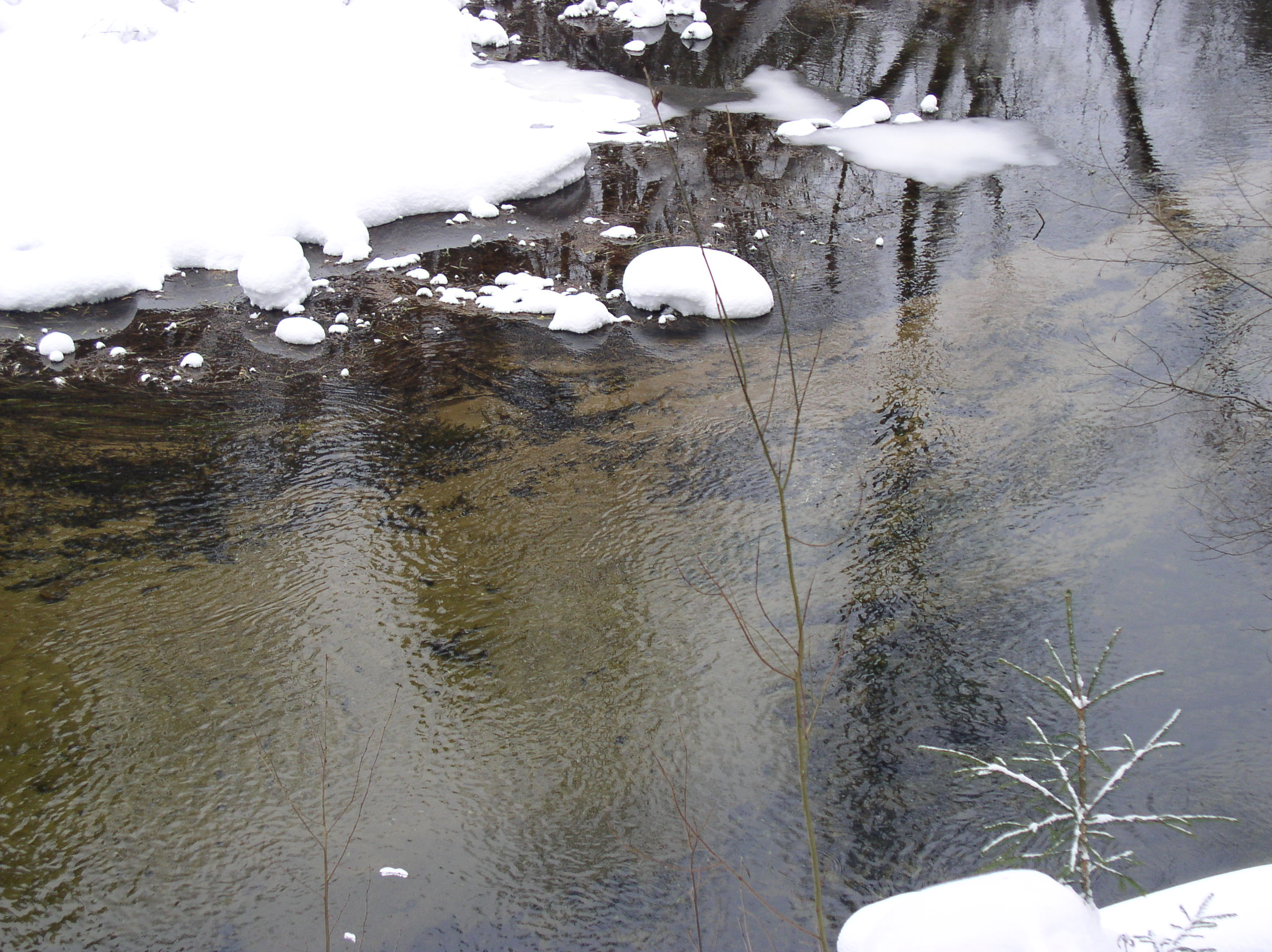
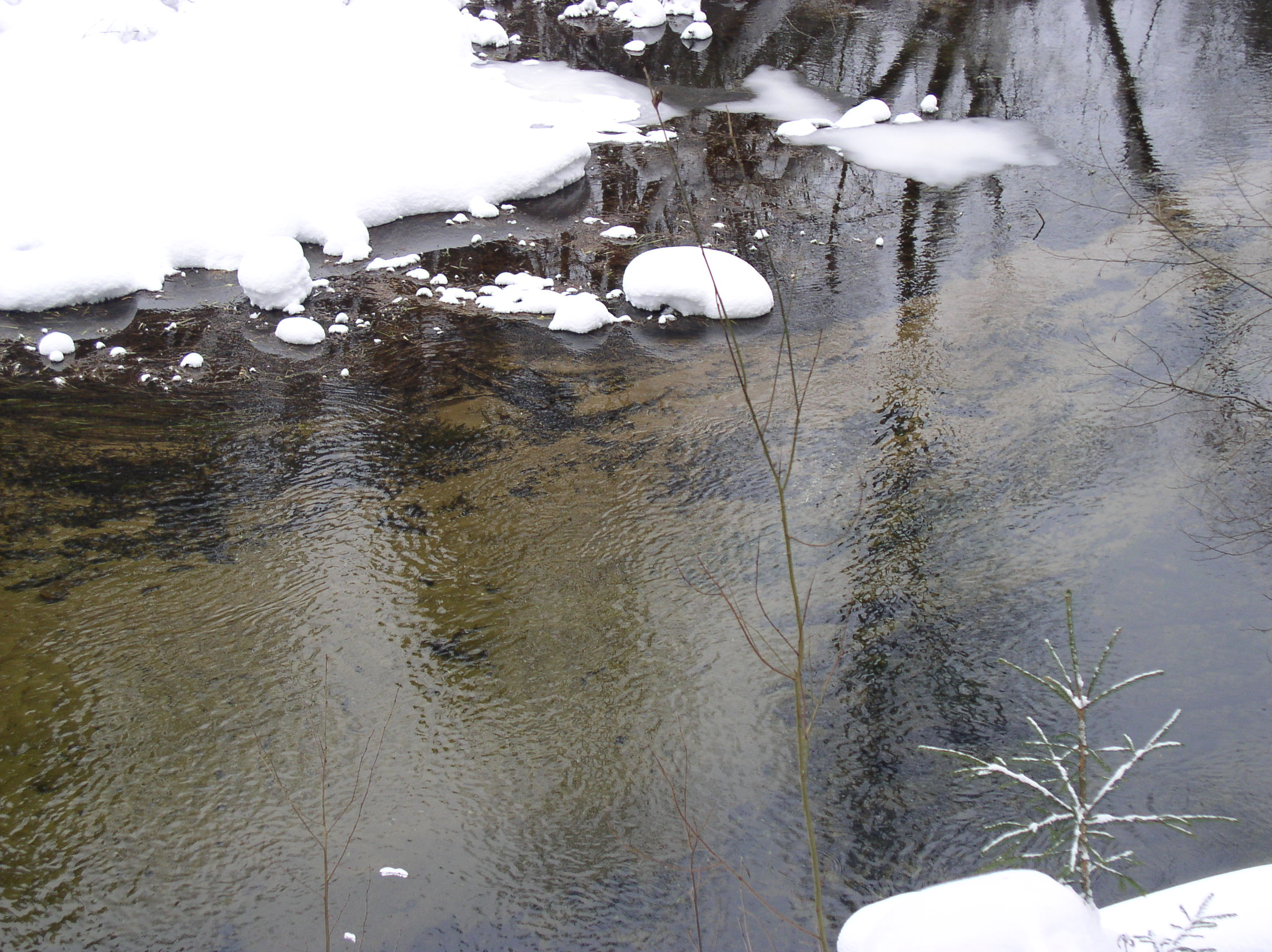
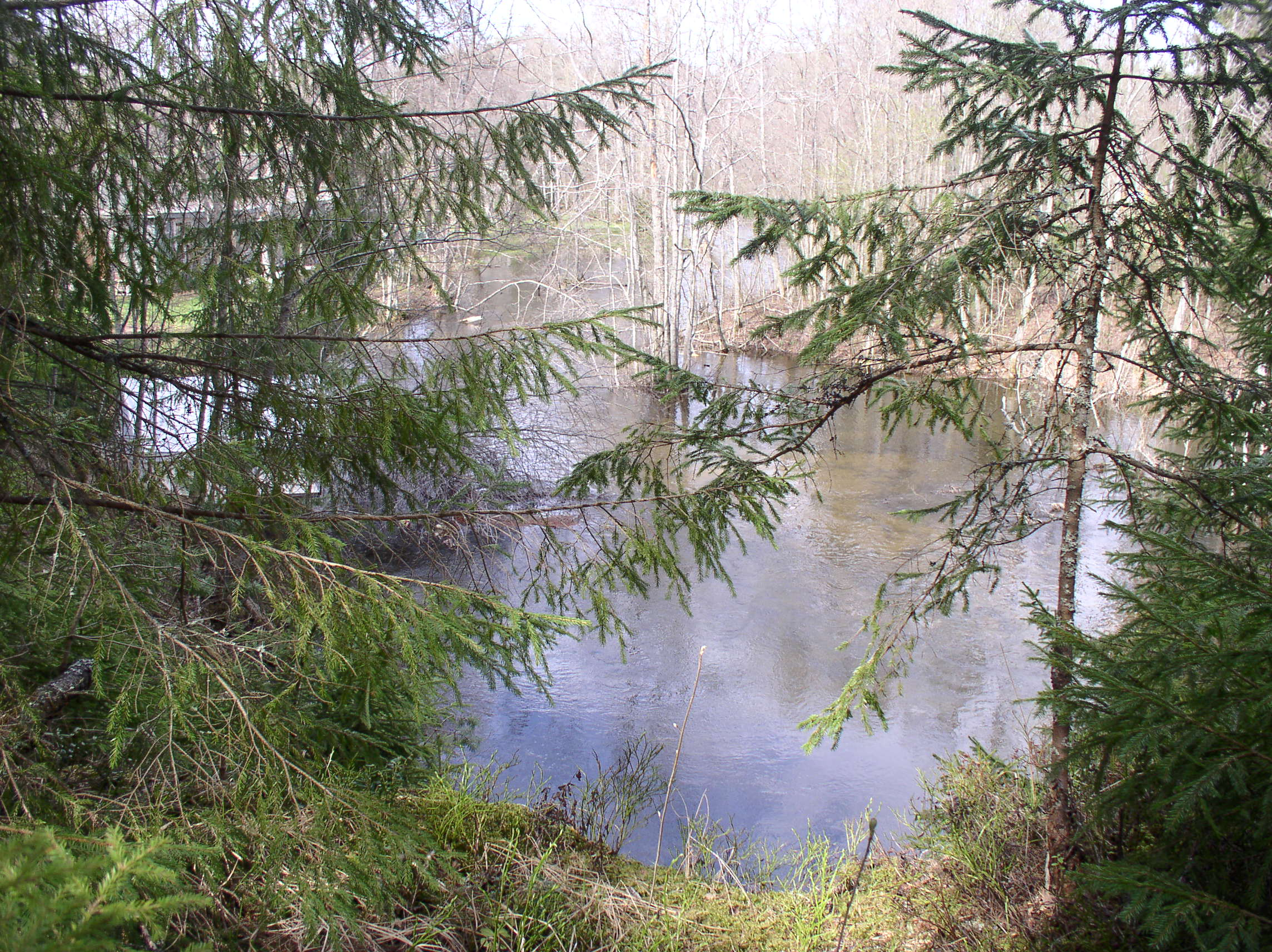
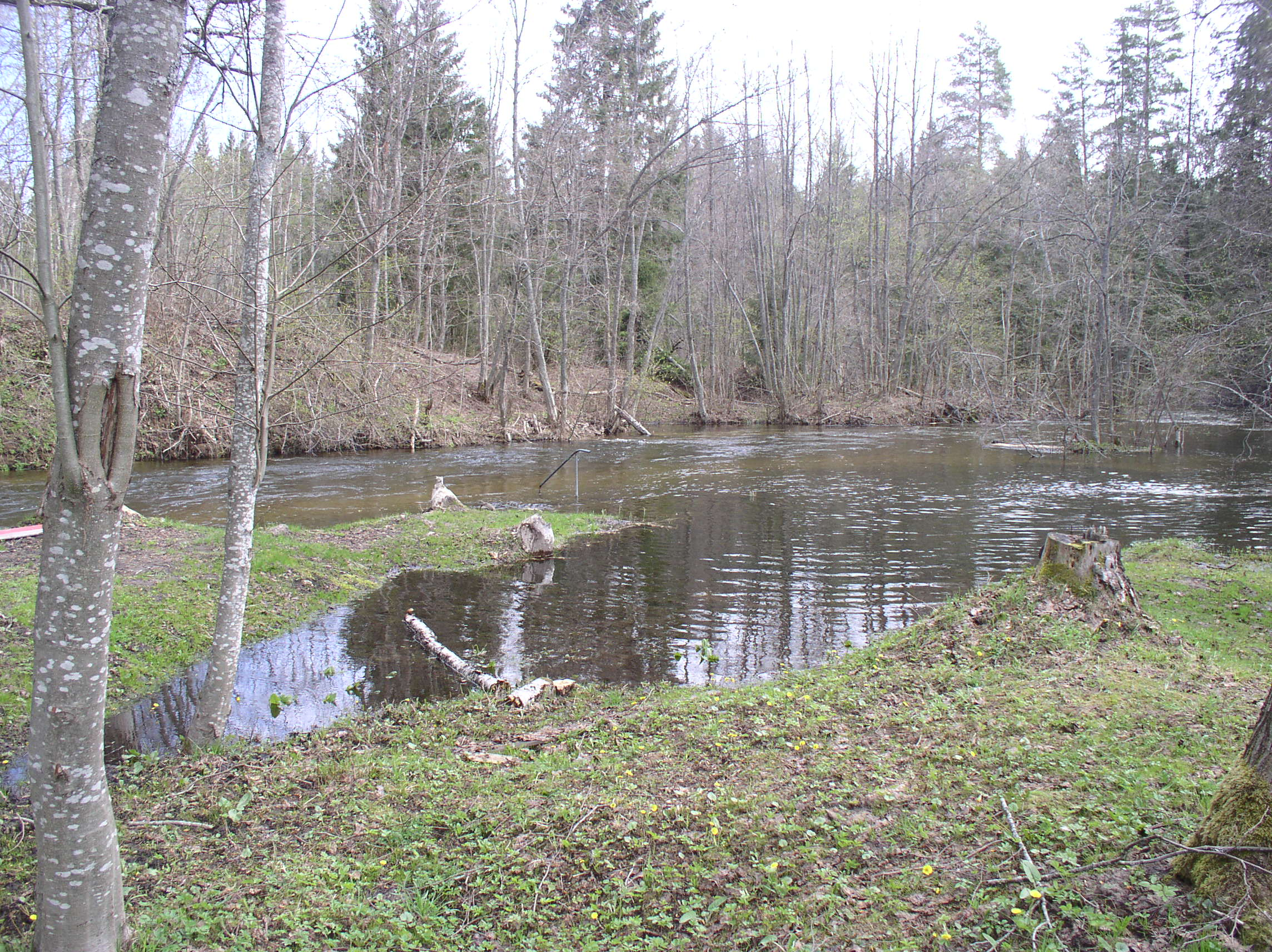
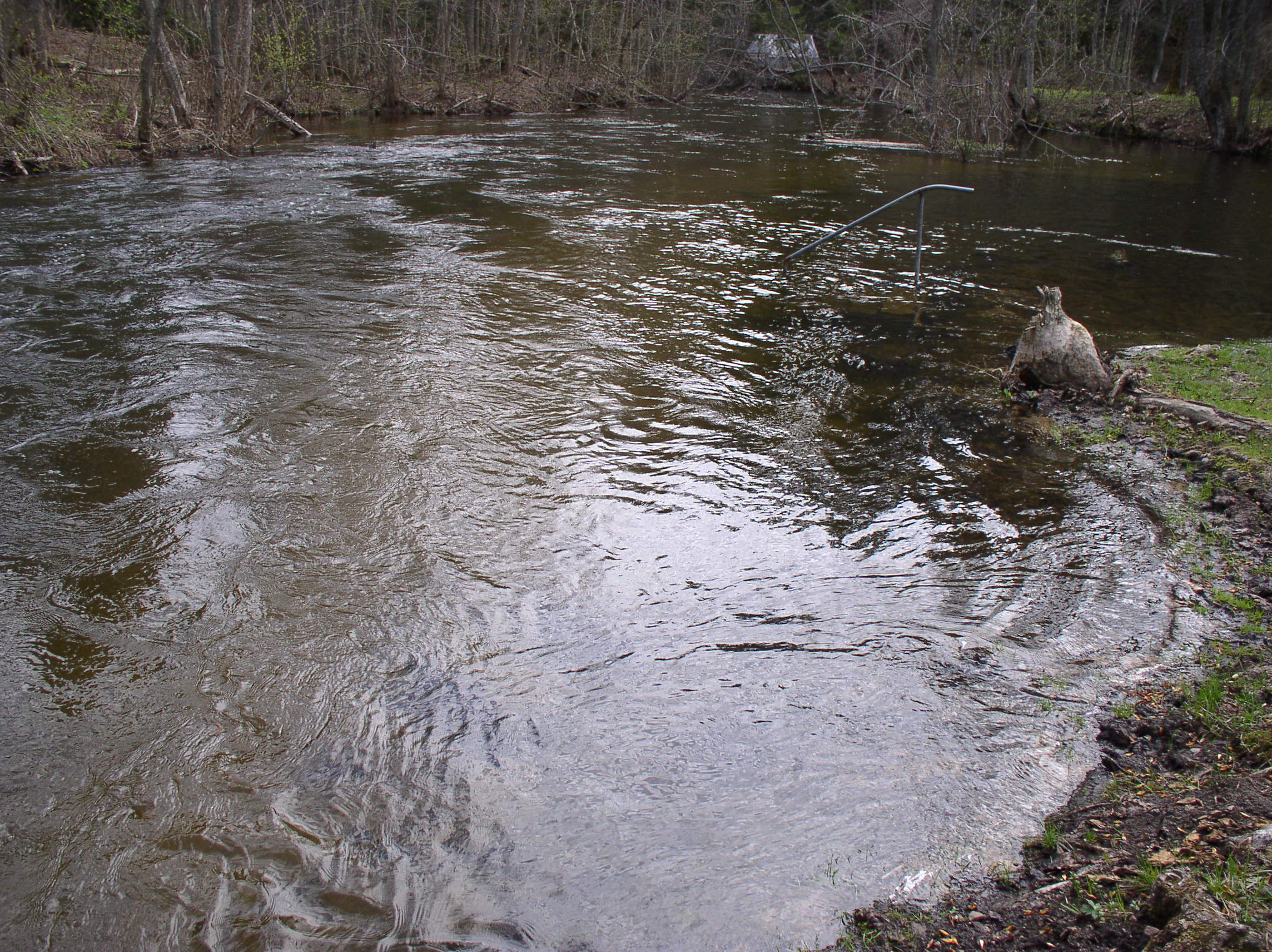
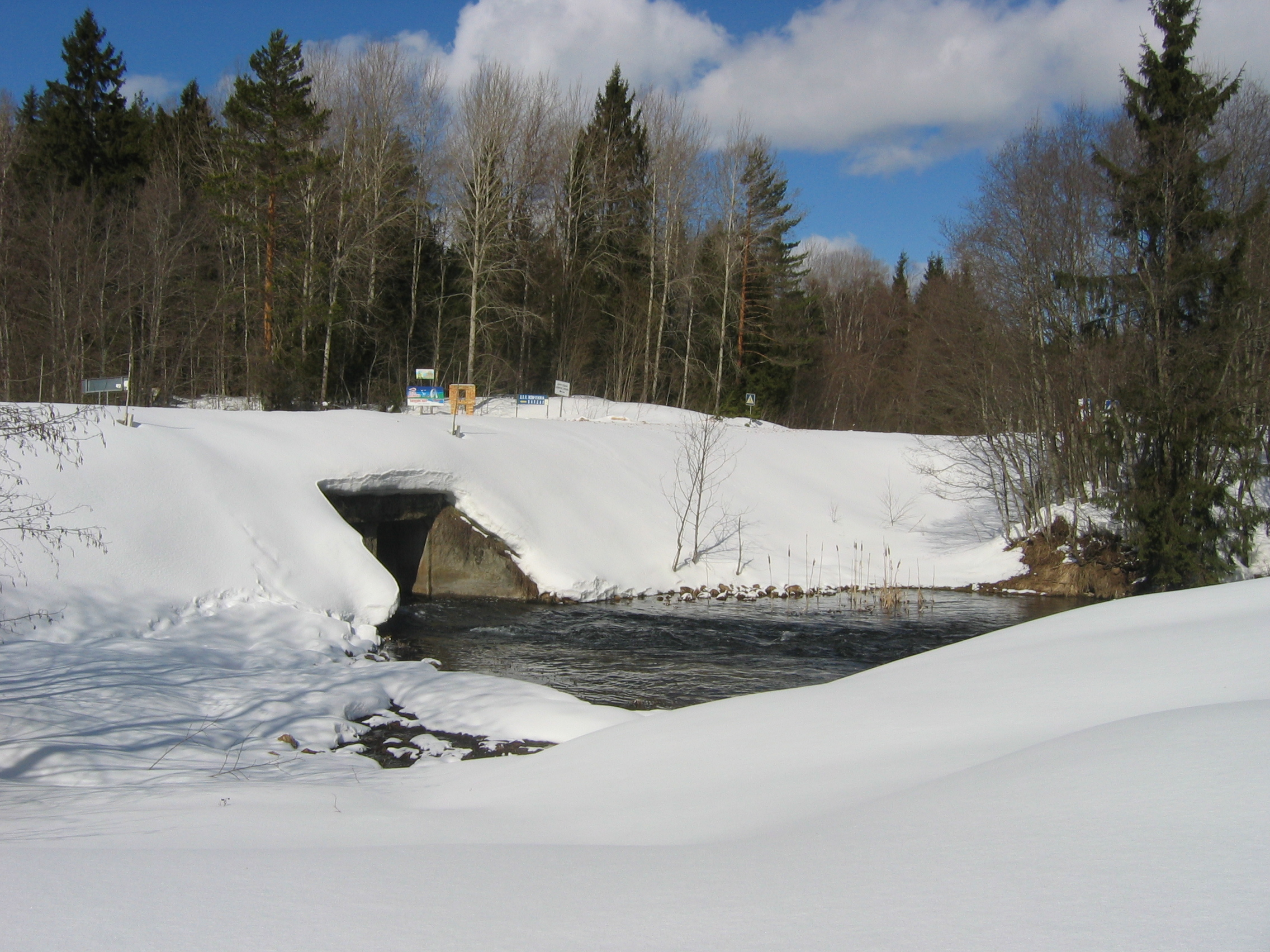
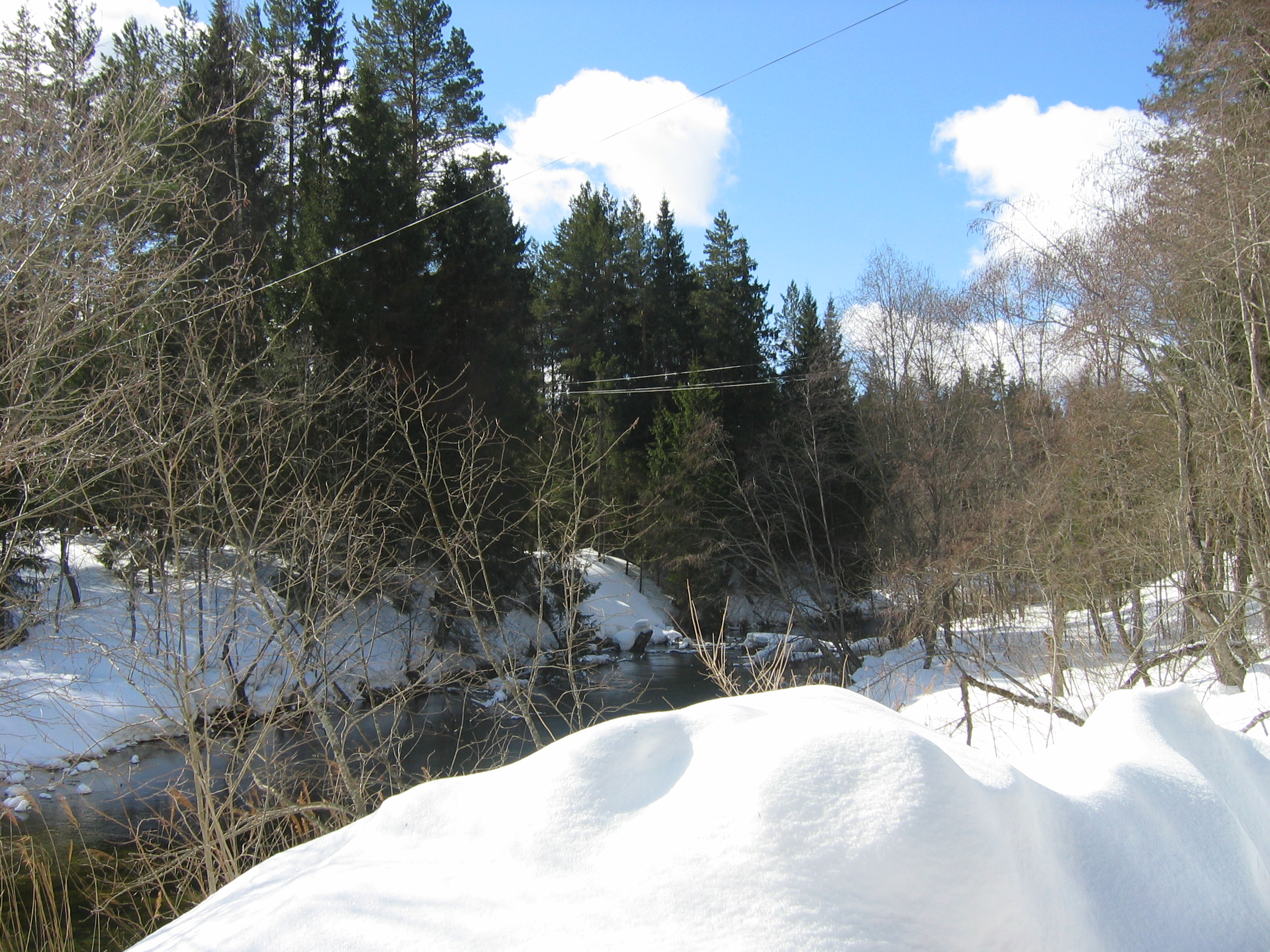
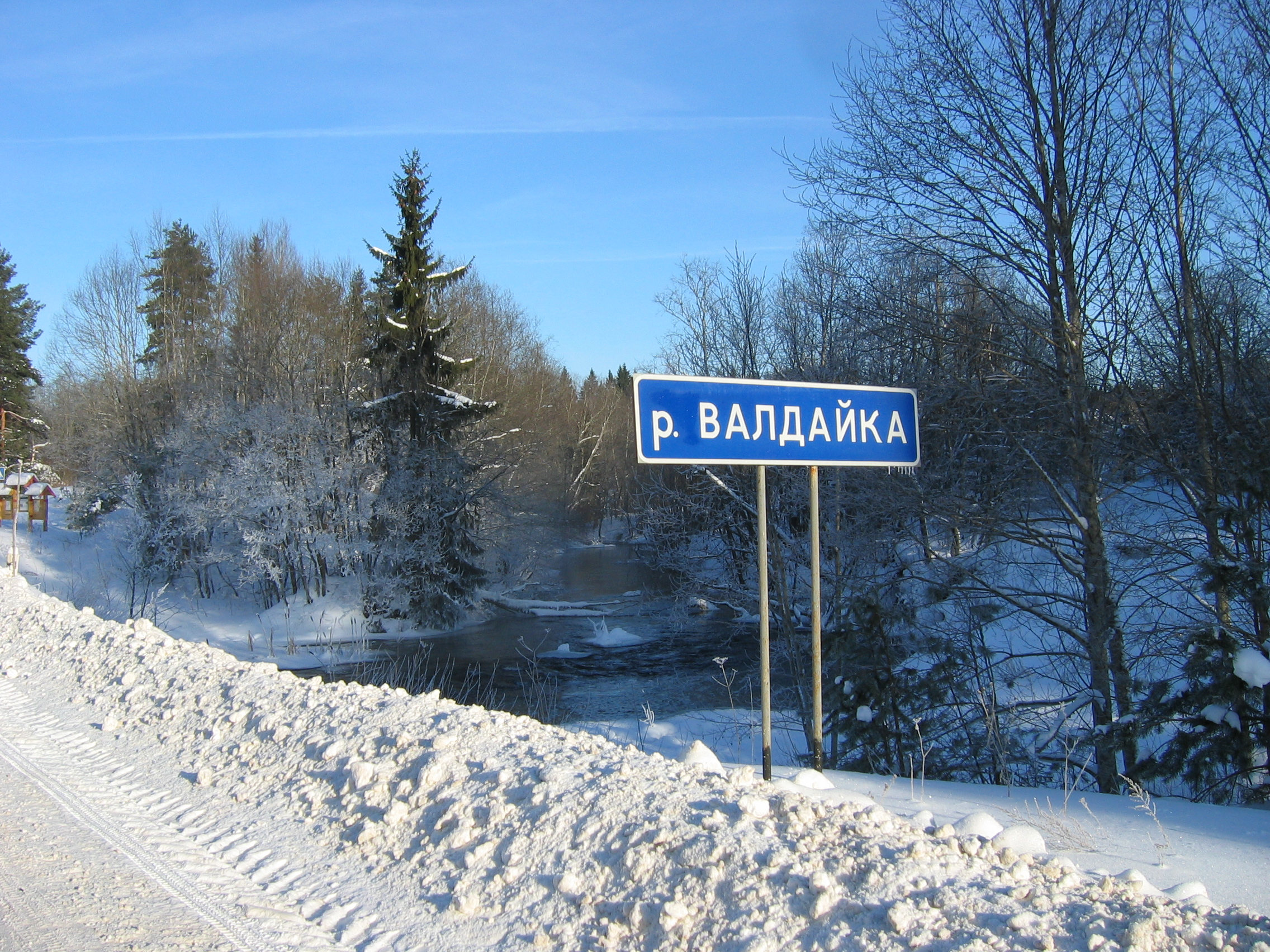
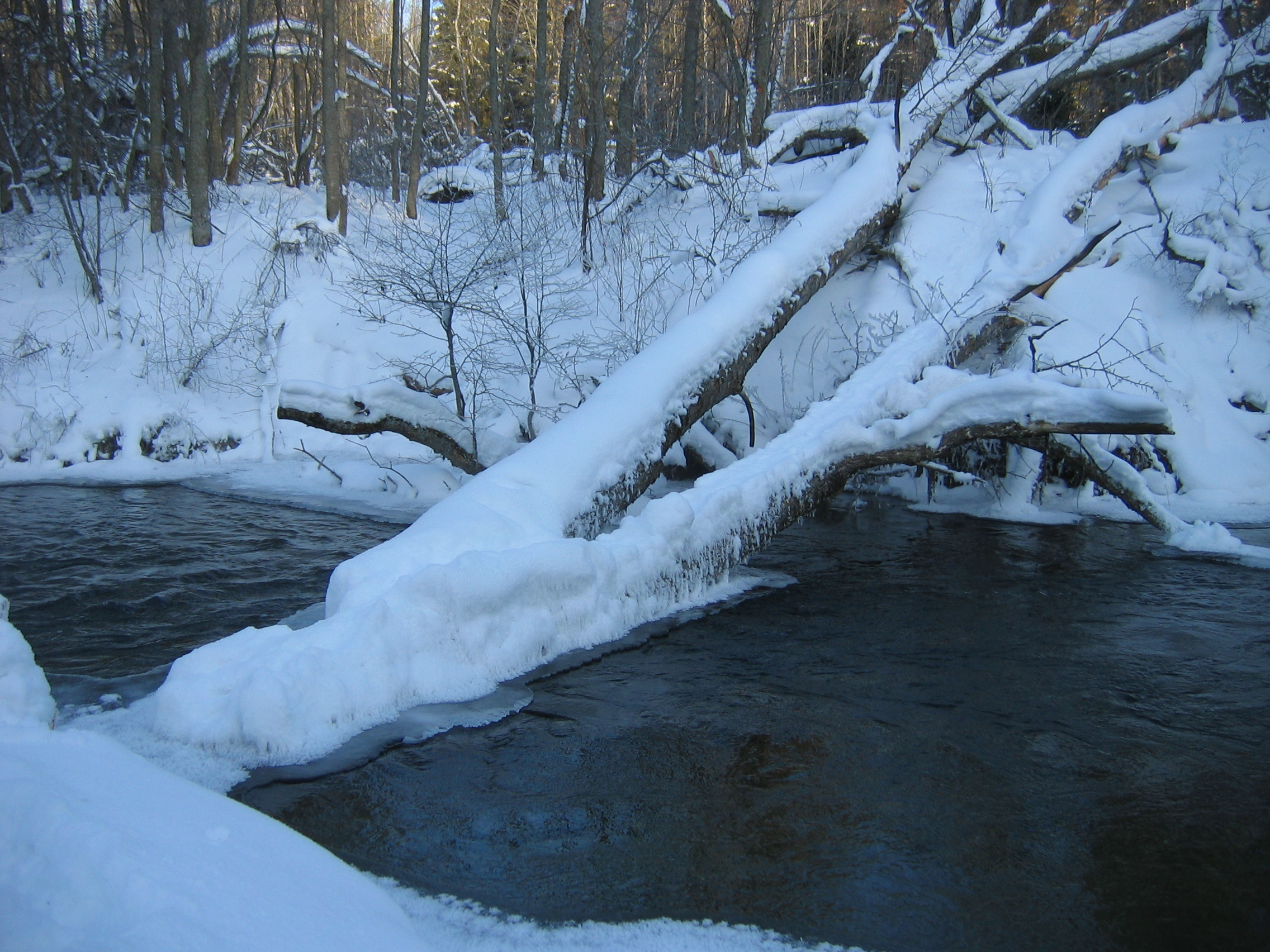
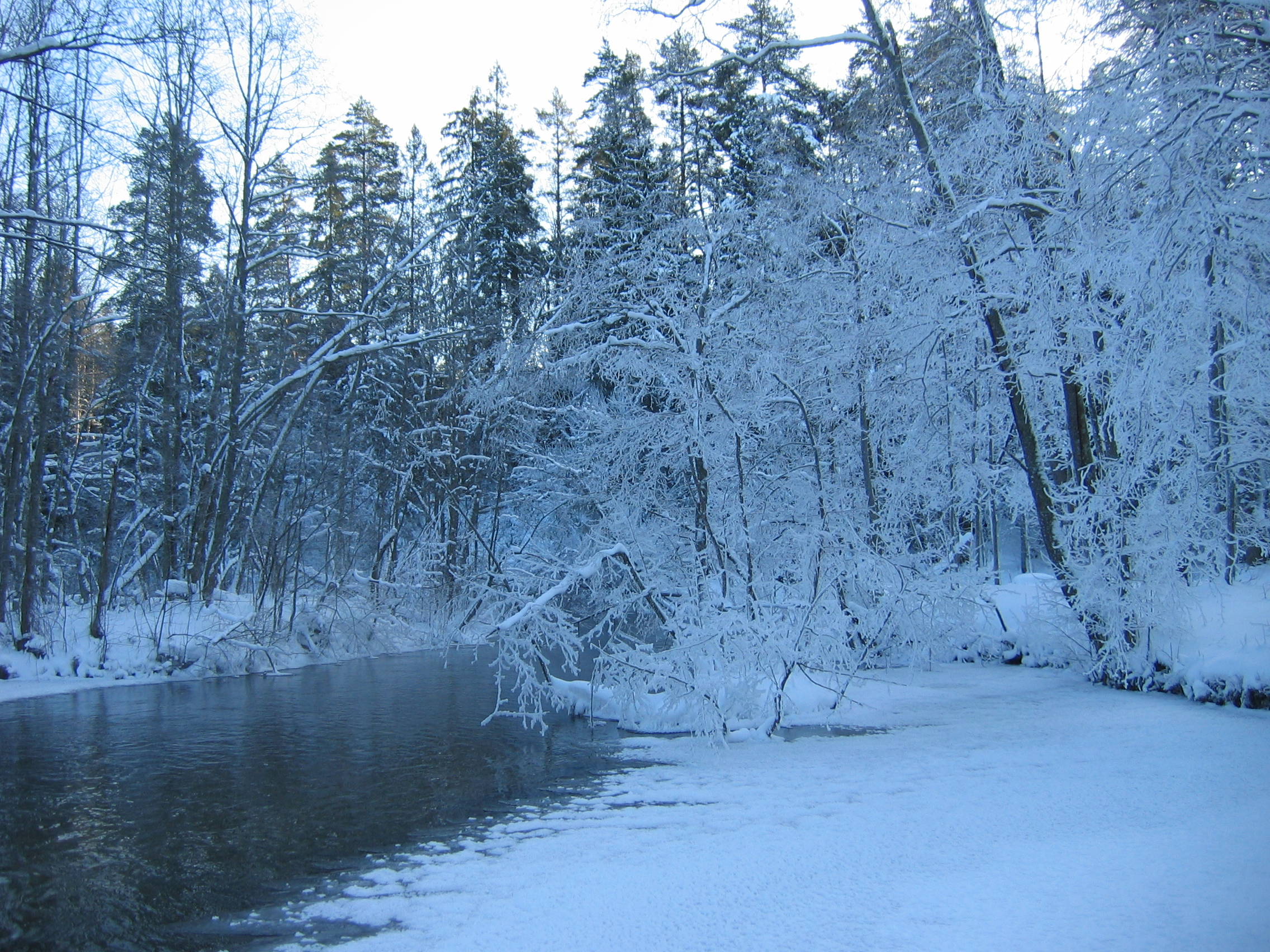
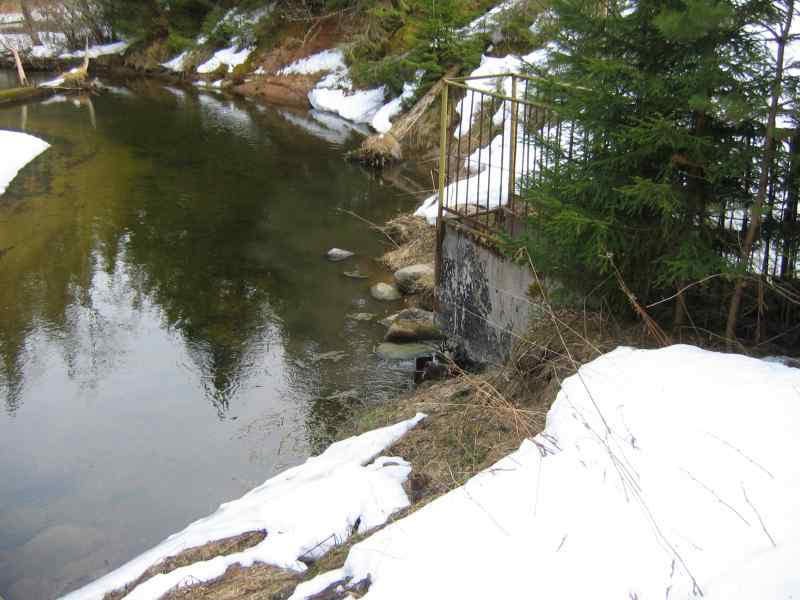
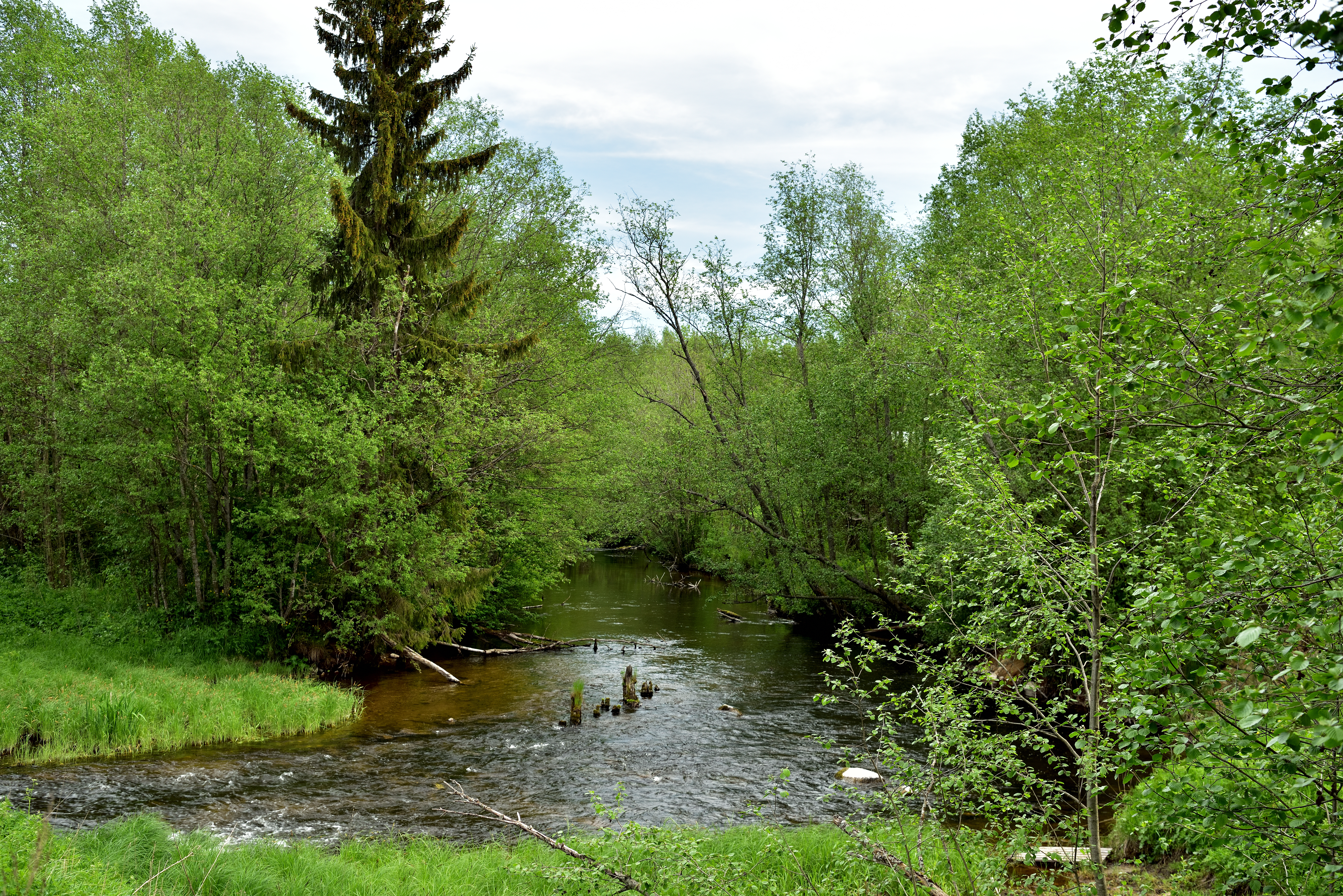
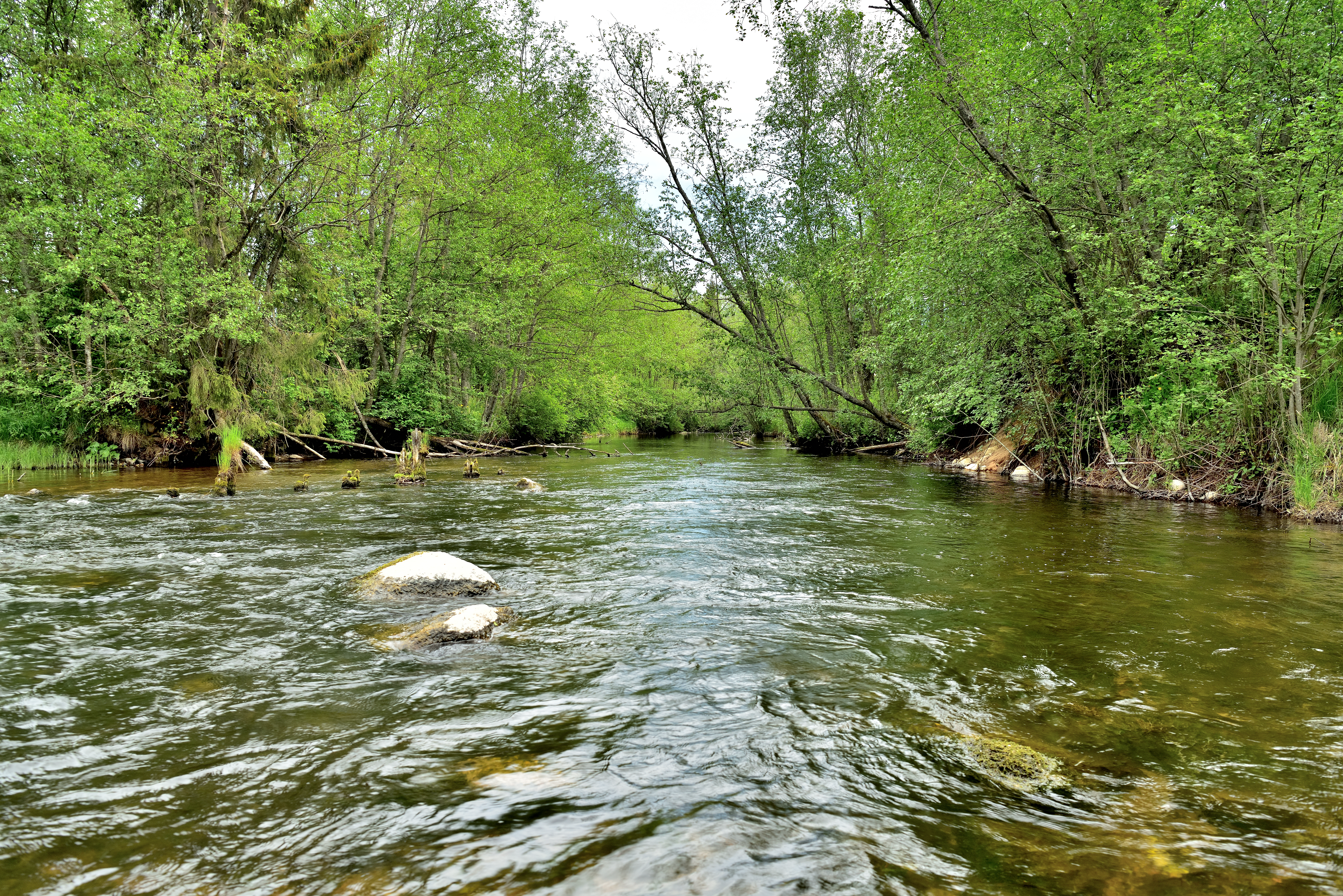